# Pedinellales
Ordre
Les Pedinellales sont un ordre d'algues unicellulaires de la classe des Dictyochophyceae.

## Étymologie
Le nom vient de la famille type des  Pedinellaceae, elle même issue de son ancien genre type Pedinella. Ce dernier est peut-être dérivé du grec πεδινε / pedine, plat, qui avec la désinence latine ella, petite, signifie littéralement « petit (et) plat », qui pourrait faire référence à la cellule « en forme de pomme aplatie » ou « au flagelle épais et plat, en forme de ruban ». Taylor remarque aussi « l'aplatissement latéral en forme de ruban  du flagelle antérieur chez les genres Pedinella et Apedinella ». 
Une autre possibilité serait une dérivation du latin pes / ped, pied et ella, petit, littéralement « petit pied », en référence à la forme de l'organisme.

## Description
Les jeunes cellules de Pedinella nageant activement sont en forme de pomme, étant plutôt aplaties de l'avant vers l'arrière et à peu près circulaires lorsqu'elles sont vues vers l'avant, avec une profonde indentation au pôle antérieur et une moins profonde au pôle postérieur. Elles mesurent 7 à 8 μm de long, et 9 à 10 μm de large. Les cellules plus anciennes ont souvent un contour quelque peu irrégulier. Les cellules en division sont plus grandes (11 à 12 μm de diamètre).

## Classification
La validité de la famille des Pedinellaceae a été discutée. C'est Adolf Pascher qui, en 1910, créa cette famille pour y inclure Pedinella seul. En 1911, après avoir décrit Cyrtophora, Pascher proposa la famille des Cyrtophoraceae, dans lesquelles étaient placées Pedinella, Cyrtophora et Palatinella. 
Selon AlgaeBase (13 février 2022), les genres des familles des Cyrtophoraceae et des Pedinellaceae doivent être intégrés à la famille des Actinomonadaceae.

## Liste des familles
Selon AlgaeBase (13 février 2022) :
- Actinomonadaceae  Kent, 1881

Selon World Register of Marine Species (13 février 2022) :
- Cyrtophoraceae Pascher, 1911
- Pedinellaceae Pascher, 1910